# Илија Бегић
Илија Бегић (Дервента, 7. април 1938 — 31. мај 2018) био је босанскохерцеговачки певач изворне музике и један од оснивача групе Браћа Бегић.

## Биографија
Илија је рођен је 7. априла 1938. године у Дервенти.
Музиком је почео да се бави 1969. године, када је заједно са братом у дискографској кући Глас Комуна из Добоја снимио прву сингл плочу. Након тога, бенд Браћа Бегић доживљава велики успон на музичкој сцени Дервенте и читаве Босне и Херцеговине. Током своје каријере, Илија је снимио седам албума и неколико стотина песама.
Преминуо је 31. маја 2018. године у 81. години живота.

## Дискографија

### Албуми
- У Дервенти народи су братски (1981) (Југодиск)
- Отишла си с прољећем раним (1986) (Југотон)
- Што си тужна виолини (1987) (Југотон)
- Завичајна пјесма (1988) (Југотон)
- Златни хитови уз шаргију и виолину - Босанске изворне пјесме (1988) (Југодиск)
- Браћа Бегић (1990) (VIP Maestral)
- Хрвати из Босне (1994) (Алкатон)

### Синглови и епови
- Илија и Марко Бегић, Станоје Марковић - Братска диоба (1972) (Глас Комуна)
- Илија и Марко Бегић, Станоје Марковић - Кад Запјева Илија и Марко (1972) (Глас Комуна, Београд Диск)
- Илија и Марко Бегић, Станоје Марковић - Ја прошетах, горе, доле (1972) (Глас Комуна, Београд Диск)
- У пролеће кад јоргован цвати (1974) (Дискотон)
- Нова пруга кроз Босну се гради/Голубица бијела (1978) (Дискотон)
- Пјесма мајци (Глас Комуна)
- Илија и Марко Бегић, Станоје Марковић и Јожо Равлић Хајде Јело да ашикујемо (Глас Комуна, Београд Диск)
- Нико ником куће закућио није (Дискотон)